# Guillaume Severin
Guillaume Severin (ur. 25 sierpnia 1862 w Hadze, zm. 23 czerwca 1938 w Saint-Idesbald) – belgijski entomolog.
Urodził się w 1862 roku w Hadze w Holandii jako Wilhelm Peter Robert Severin. Kształcił się na rysownika. W latach 80. XIX wieku pracował jako dekorator wnętrz w Liège. W tamtym czasie nawiązał znajomość z Alfredem Mathieu Giardem i innymi zoologami. Owadami zainteresował się pod wpływem wspólnych wycieczek z entomologiem Ernestem Candèzem. Dołączył wówczas do Société Entomologique de Belgique. 26 lutego 1888 roku odwiedził kolekcję odonatologa Edmonda de Selysa Longchampsa. Wkrótce potem zaczął tworzyć akwarelami ilustracje ważek do jego prac – pierwsza publikacja Selysa z ilustracjami Severina ukazała się w 1889 roku. W tym samym roku ukazała się także pierwsza praca naukowa samego Severina, katalog chrząszczy z rodziny krętakowatych. Dzięki poleceniu Candèze’a, mimo braku wykształcenia zoologicznego, w grudniu 1890 roku otrzymał pozycję adiunkta, a w październiku 1899 roku kuratora na oddziale stawonogów muzeum Królewskiego Instytutu Nauk Przyrodniczych Belgii w Brukseli. W latach 1893–1896 opublikował wspólnie z Lucienem Lethierry trójtomowy Catalogue général des Hémiptères, jedyny katalog obejmujący prawie wszystkie pluskwiaki świata; pominięto w nim tylko tasznikowate. Chociaż sam nie prowadził badań nad ważkami, po śmierci Selysa w 1900 roku skatalogował jego zbiór w publikacji Collections Zoologiques du baron Edm. de Sélys Longchamps. Catalogue systématique et descriptif. Oprócz systematyki badał także etologię i ekologię owadów. W latach 1898–1910 opublikował w Bulletin de la Société Centrale Forestière de Belgique liczne artykuły poświęcone entomologii stosowanej, w tym entomologii medycznej. Dzięki doświadczeniu na tym polu w 1907 roku został wykładowcą w Szkole Medycyny Tropikalnej. W 1912 roku jako pierwszy wskazał konieczność badań nad biologią i ekologią muchówek z podrodziny Glossininae celem skutecznego zwalczania śpiączki afrykańskiej. W 1910 roku odegrał kluczową rolę w organizacji pierwszego międzynarodowego kongresu entomologicznego w Brukseli (Congrès International d’Entomologie).